# Jack Kent Cooke
Jack Kent Cooke (25 octobre 1912 - 6 avril 1997) est un homme d'affaires canado-américain qui travailla dans les domaines de la radiodiffusion et du sport professionnel. Il commence dans le commerce et connait beaucoup de succès dus à sa propriété sportive et à son partenariat avec un réseau canadien de stations de radio et de journaux.
Après avoir vainement tenté de créer une équipe de la Ligue majeure de baseball à Toronto et s'être vu refuser la possession d'une station de télévision à Toronto, Cooke déménage aux États-Unis et construit un empire commercial dans les domaines de la radio et du sport.
Cooke est le propriétaire de diverses équipes sportives américaines : les Lakers de Los Angeles (basketball), les Kings de Los Angeles et les Maple Leafs de Toronto (tous deux hockey sur glace), les Redskins de Washington (football américain, maintenant nommés Commanders de Washington) et les Wolves de Los Angeles  (football/soccer).
Il développe également la salle omnisports The Forum à Inglewood (Californie), et le stade FedExField près de Landover (Maryland).

## Biographie

### Début de carrière
Né à Hamilton (Ontario), Cooke déménage avec sa famille dans le quartier The Beaches, à Toronto, en 1921, où il fréquente l'Institut Collégial de Malvern .
À 14 ans, Cooke obtient un emploi de vendeur d'encyclopédie au porte-à-porte. Le premier soir, il ramène à la maison plus de 20 dollars à sa mère ; il aurait plus tard déclaré : « Je pense que c'était le moment ou j'ai été le plus fier de ma vie ». Plus tard, il devient coureur sur le parquet de la Bourse de Toronto.
Cooke vendait du savon dans le nord de l'Ontario pour Colgate-Palmolive en 1936 lorsqu'il rencontre Roy Thomson, qui l'engage pour diriger la station de radio CJCS à Stratford (Ontario). Thomson et Cooke s'associent en 1941 et achètent des journaux et des stations de radio en Ontario et au Québec.

#### Premières acquisitions
En 1945, Cooke acheta CKCL (en) (sous Toronto Broadcasting Co.)  avec le soutien financier de Jack Bickell ; il changea les lettres de l'acronyme en « CKEY ». En 1948, Cooke et Thomson acquirent l'édition canadienne du magazine Liberty et la renommèrent New Liberty . L'année suivante, Thomson vendit sa moitié du magazine à Cooke.

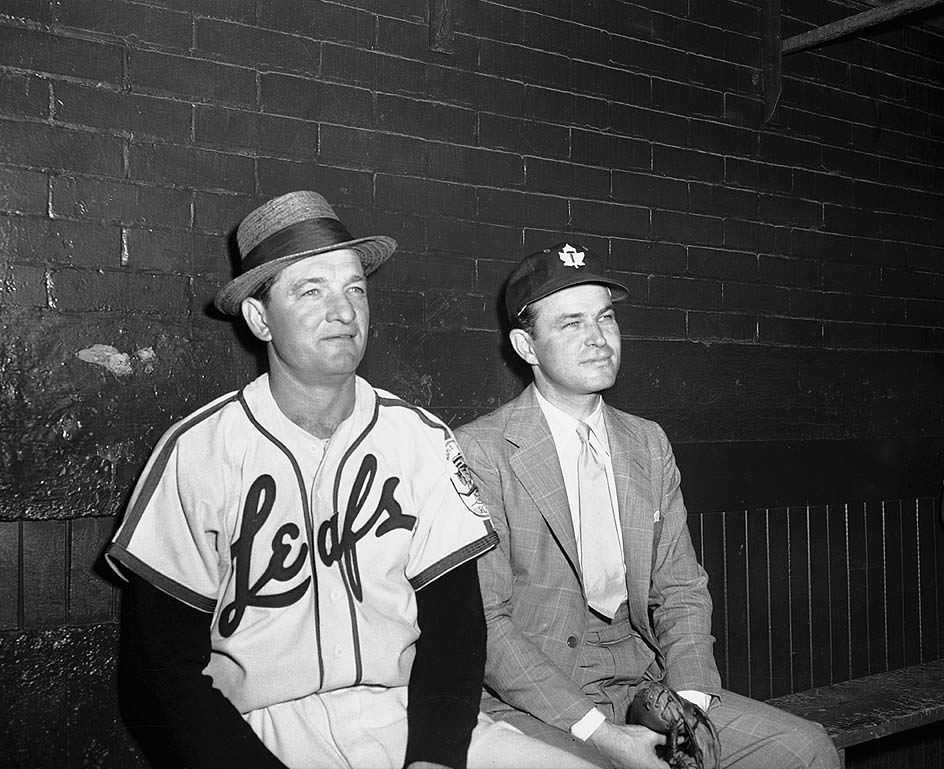
Cooke (à droite) échange son chapeau avec celui de Joe Becker, qui dirigeait les Maple Leafs entre 1951 et 1952

En 1951, Cooke acheta le club de baseball des Maple Leafs de Toronto. La même année, il devint propriétaire de Consolidated Press, l'éditeur du magazine Saturday Night (en). Il fit une offre infructueuse au journal The Globe and Mail en 1955.
Cooke se fixa comme objectif d'amener la Ligue majeure de baseball à Toronto. Il essaya d'acheter les Orioles de Baltimore, alors nommés St. Louis Browns, le Philadelphia Athletics et les Tigers de Détroit quand ils furent mis en vente. En 1959, il devint l'un des fondateurs et propriétaires de l'équipe de la Continental League, une proposition de troisième ligue majeure pour le baseball professionnel. La ligue fut dissoute un an plus tard, n'ayant jamais joué aucun match. Cooke espérait toujours obtenir une équipe d'expansion de la Ligue américaine à Toronto, mais le fait que la ligue majeure n'avait aucun local au sein de la ville devint une impasse.
James Cooke entra dans l'industrie de la radiodiffusion américaine en août 1959, en acquérant la station de radio KRLA 1110 (en) de Pasadena, en Californie (aujourd'hui nommée KRDC) par l'intermédiaire de son frère, Donald Cooke, citoyen américain.
En 1960, Cooke perdit une offre d'obtention d'une licence pour la première station de télévision privée à Toronto au profit d'un consortium d'Aldred-Rogers Broadcasting et de Telegram Corporation, qui a lancé CFTO-TV. Il y avait eu neuf offres dans le cadre d'un processus hautement concurrentiel.
Cooke, qui regardait des entraînements d'équipe, nota les qualités de leadership du joueur de baseball Sparky Anderson et sa capacité à enseigner aux jeunes joueurs de tous horizons. Il encouragea Anderson à poursuivre une carrière dans la gestion en lui offrant un poste chez les Maple Leafs, offre qu'Anderson accepta en 1964 ; Cooke vendit les Maple Leafs la même année.

### Immigration aux États-Unis
En 1960, Cooke demanda la citoyenneté américaine. Avec le soutien du démocrate Francis E. Walter (en), il l'obtint rapidement : les deux chambres du Congrès et le président Dwight D. Eisenhower approuvèrent une dérogation à la période d'attente habituelle de cinq ans. Il vendit CKEY en fin 1960 et Consolidated Press en 1961.Dans les années 1960, Cooke acquit plusieurs sociétés de télévision par câble, ainsi que la majorité de la propriété de TelePrompTer, qu'il vendit à la fin des années 1970 pour 646 millions de dollars.
En 1971, Cooke fut l'un des bailleurs de fonds du premier match de boxe entre Mohamed Ali et Joe Frazier, tenu au Madison Square Garden et remporté par Frazier.
En 1979, il acheta le Chrysler Building, un gratte-ciel new-yorkais faisant partie des plus renommés au monde.
James Cook fut intronisé au Temple de la renommée du baseball canadien en 1985. La même année, il acheta le Los Angeles Daily News pour 176 millions de dollars.
Un an plus tard, il acquit une autre société de télévision par câble. En 1989, il vendit les systèmes de télévision de câble à un consortium consortium de câblo-opérateurs comprenant, entre autres, Tele-Communications Inc. (le plus grand câblo-opérateur du pays, qui devint plus tard une filiale d'AT&T Broadband, elle-même rachetée par Comcast).
James Kent Cooke décéda le 6 avril 1997 à 84 ans.

### Propriété sportive
« Je n'ai jamais été aussi intéressé par l'observation de Cooke que par celle de ses équipes et des personnes qu'il engageait pour les diriger. Vous n'aviez pas besoin d'être proche de Cooke pour faire cette affaire : Il était le meilleur propriétaire de l'histoire du sport. Pas du football professionnel, de tous les sports. »

— Michael Wilbon, ancien chroniqueur et journaliste sportif au Washington Post.

#### Maple Leafs de Toronto
Cooke acheta le club de baseball des Maple Leafs de Toronto en 1951. En 1952, l'hebdomadaire sportif The Sporting News (aujourd'hui Sporting News) le nomma dirigeant de ligue mineure de l'année.
De simples compétitions sportives, les matchs des Maple Leafs devinrent des ensembles de divertissement complets, avec une longue liste de promotions spéciales et d'apparitions de célébrités. Cooke fut comparé à la suite de cela au propriétaire des St. Louis Browns, Bill Veeck, qui mettait comme lui l'accent sur le divertissement. Cinq mois après être devenu propriétaire des Maple Leafs, Cooke présenta un livret de 48 pages à toutes les équipes de la ligue, qui décrivait ses stratégies promotionnelles.

#### Commanders de Washington
En 1961, Cooke acheta une part d'un quart des Redskins / Commanders de Washington , après que le propriétaire et fondateur de l'équipe, George Preston Marshall, fut devenu invalide à la suite d'un AVC. Cooke devint le propriétaire majoritaire des Redskins en 1974 et leur unique propriétaire en 1985.
Pendant que Cooke possédait les Redskins, ces derniers remportèrent trois Super Bowls (en 1982, 1987 et 1991), sous la direction de l'entraîneur-chef Joe Gibbs.
En 1997, Cooke conclut un contrat pour donner un nouveau stade aux Redskins près de Landover ( Maryland). Il nomma cette communauté Raljon d'apràs les noms de ses fils Ralph et John.
Après la mort de Cooke, Le stade fut nommé Jack Kent Cooke Stadium en son honneur - ce nom, ainsi que "Raljon", changèrent par la suite sous la propriété de FedExField en 1999.
Dans son testament, Cooke laissa l'équipe et le stade à sa fondation avec pour instruction de le vendre. Son fils, John Kent Cooke, tenta de faire une offre concurrentielle pour garder l'équipe dans la famille, mais elle alla finalement à l'homme d'affaires Daniel Snyder et à ses associés pour le prix de 800 millions de dollars.

#### Lakers de Los Angeles
En septembre 1965, Cooke acheta les Lakers de Los Angeles à Bob Short, pour 5 millions de dollars (l'équivalent de 41 millions de dollars actuels). Pendant que Cooke était le propriétaire de l'équipe des Lakers, cette dernière partit  du Los Angeles Memorial Sports Arena vers le Forum et changèrent leurs couleurs de bleu royal et bleu clair au violet (qu'il appelait "Bleu du Forum") et or actuels. Ils atteignirent sept finales NBA et remportèrent la finale NBA 1972.

#### Kings de Los Angeles
Jack Cooke, qui aimait particulièrement le hockey sur glace, était déterminé à amener la Ligue nationale de hockey (LNH) à Los Angeles. En 1966, il prépara une offre à la suite de la décision de la LNH de vendre six nouvelles franchises. La commission du Los Angeles Memorial Coliseum soutint une offre concurrente, dirigée par Dan Reeves (le propriétaire des Rams de Los Angeles, une équipe de football américain). La commission informa Cooke que s'il obtenait la franchise, il ne serait pas autorisé à utiliser le stade. En réponse, Cooke répondit en menaçant de construire un nouveau stade à Inglewood, dans la banlieue de Los Angeles.
Cooke remporta la franchise et paya 2 millions de dollars à la nouvelle équipe angeline de la LNH, qu'il nomma les "Kings de Los Angeles". En 1995, près de trente ans plus tard, le rédacteur sportif du Los Angeles Times, Steve Springer, écrivit : « Cooke est allé à Inglewood et a construit le Forum. Au revoir, les Lakers. Au revoir, les Kings. »  Les Kings jouèrent leur premier match le 14 octobre 1967, à la Long Beach Arena, pendant que la construction du nouveau stade de Cooke était sur le point d'être terminée.
Le Forum, que Cooke avait décrit comme « le plus beau stade du monde », ouvrit le 30 décembre 1967, loué par la critique. Cooke commença à l'appeler "The Fabulous Forum", c'est-à-dire "le fabuleux Forum". Ayant appris qu'il y avait plus de 300 000 Canadiens vivant à moins de trois heures de route de Los Angeles, il déclara « Maintenant, je sais pourquoi ils ont quitté le Canada : ils détestent le hockey ! »
En 1979, Cooke vendit le Forum, les Kings et les Lakers à l'homme d'affaires Jerry Buss pour 67,5 millions de dollars (l'équivalent de 241 000 000 dollars actuels), la moitié en espèces et l'autre moitié en biens immobiliers, dont le Chrysler Building,.

#### Wolves de Los Angeles
En 1967, Cooke devint l'un des fondateurs de l'United Soccer Association (en) ainsi que le propriétaire de l'équipe des Wolves de Los Angeles, devenue une équipe à charte de la NASL l'année suivante.

#### Ferme Elmendorf
Cooke possédait les Kent Farms (un domaine de 2,6 km2 à Middleburg, Virginie). En décembre 1984, il acheta l'historique Elmendorf Farm (en) à (Lexington, Kentucky). Il y éleva des chevaux à succès tels que Flying Continental, engendré par Flying Paster (en), qui remporta la Gold Cup du Jockey Club en 1990.

## Vie privée

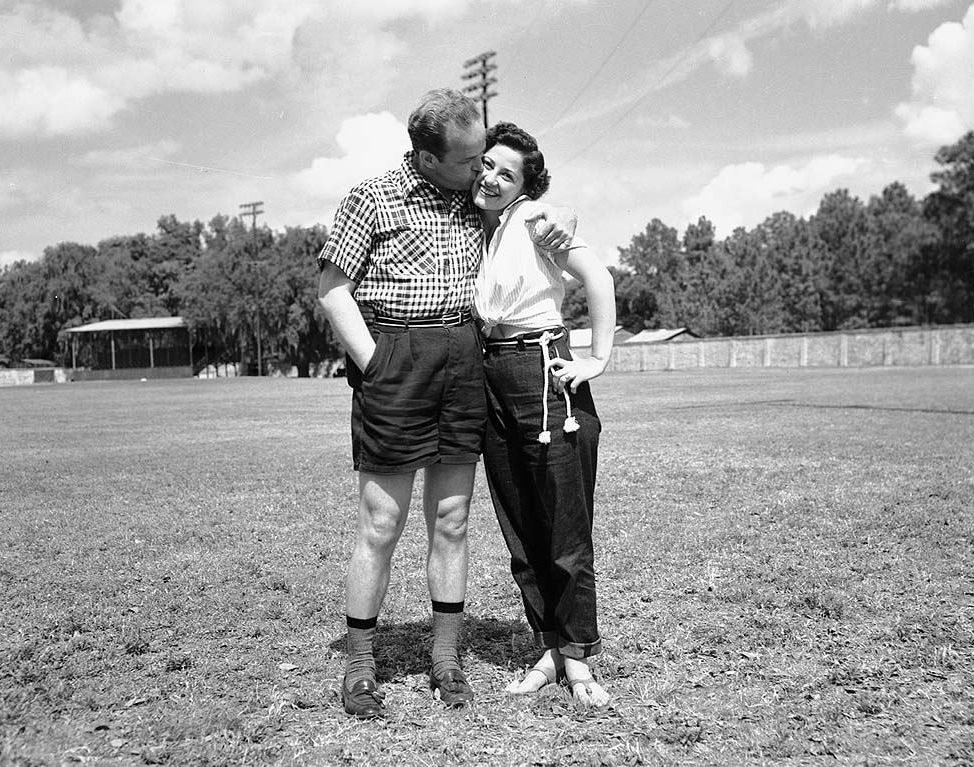
Cooke et sa femme Jean en 1955

Cooke se maria cinq fois. Sa dernière épouse, avec qui il divorça puis se remaria, fut Marlene Chalmers.

### Premier mariage, avec Barbara Jean Carnegie
En 1934, Cooke épousa d'abord Barbara Jean Carnegie avec qui il eut deux fils, John et Ralph. Cooke et Carnegie restèrent mariés durant quarante-cinq ans puis divorcèrent en 1979. Lors du divorce, Carnegie obtint 42 millions de dollars (150 millions en dollars actuels). Joseph Wapner, le juge qui présidait le procès, devint par la suite célèbre en tant que juge à la télévision The People's Court .

### Deuxième mariage, avec Jeanne Maxwell Williams
Le 31 octobre 1980, Cooke épousa Jeanne Maxwell Williams, une sculptrice originaire de Las Vegas,,. Il restèrent mariés pendant dix mois. Leur divorce se régla avec un règlement d'un million de dollars (3 millions de dollars actuels).

### Troisième mariage, avec Suzanne Elizabeth Martin
Le 24 juillet 1987, Cooke conclut son troisième mariage avec Suzanne Elizabeth Martin, qui était de 43 ans sa cadette. Cooke avait accepté d'épouser Martin si elle signait un accord prénuptial et avortait le fœtus qu'elle portait, ce qui aurait été son troisième avortement en deux ans. Après leur mariage, Martin dit à Cooke qu'elle avait changé d'avis et décidé de garder le bébé. Cooke et Martin se séparèrent quatre semaines plus tard : ils ne furent restés mariés que pendant 73 jours,.
Après leur divorce, Martin donna naissance à une fille, Jacqueline. Pendant le divorce, Martin demanda à Cooke 15 millions de dollars (34 millions en dollars actuels), plus 18 000 dollars par mois (41 000 en dollars actuels)en pension alimentaire pour l'enfant,. Au tribunal de circuit de comté de Fauquier, le juge rejeta les demandes de Martin, qui étaient d'ignorer l'accord prénuptial et d'améliorer son règlement financier (dans lequel elle a reçu une allocation annuelle de 75 000 dollars - 171 000 dollars actuels), une voiture Jaguar et le droit à l'utilisation d'un appartement dans le complexe du Watergate durant cinq ans. L'avocat de Cooke, Milton Gould, déclara : « Il s'agit d'un complot visant à utiliser un petit enfant comme moyen d'obtenir de l'argent. Eh bien, nous n'allons pas abandonner cet enfant. Elle touchera de l'argent, mais la femme n'en mérite pas. [...] Il y a eu peu de courtisanes dans l'histoire du monde qui aient été aussi bien récompensées que celle-ci. »

### Quatrième et cinquième mariages, avec Marlene Ramallo Chamlers
Le 5 mai 1990, Cooke épousa Marlene Ramallo Chalmers, qui avait été emprisonnée pendant trois mois en 1986 pour trafic de cocaïne. Ils divorcèrent en 1993, après qu'elle eut fait la une des journaux en septembre en conduisant en état d'ébriété dans le quartier de Georgetown, avec un homme qui tenait le capot et frappait sur le pare-brise de sa voiture. Ils se remarièrent en 1995 et restèrent mariés jusqu'à la mort de Cooke.
Cooke, qui avait informé un journaliste qu'il n'avait « pas l'intention de mourir » , décéda le 6 avril 1997 d'une insuffisance cardiaque congestive à l'hôpital universitaire George-Washington. Quatre jours plus tard, un service commémoratif eut lieu à l'église épiscopale Trinity à Upperville et réunit plus de 400 dignitaires sportifs de Washington.
Le testament de Cooke, qui révélait ses multiples changements d'avis à l'égard de ses épouses et de ses enfants, reçut une attention considérable du public. Sa fille Jacqueline reçut un fonds en fiducie de 5 millions de dollars (8 millions en dollars actuels), contrairement à sa mère, Suzanne Martin, qui ne reçut rien « à cause de sa conduite et de son comportement qui étaient calculés pour (..) nuire [à Cooke] ». Sa dernière épouse, Marlene Chalmers, fut également exclue de son testament ; elle intenta une action en justice contre la succession de Cooke et aurait reçu 20 millions de dollars dans le cadre d'un règlement environ un an après la mort de Cooke.
La majeure partie de la succession de 825 millions de dollars de Cooke fut consacrée à la création de la Fondation Jack Kent Cooke, dont la mission revendiquée était d'« aider les jeunes aux promesses exceptionnelles à atteindre leur plein potentiel grâce à l'éducation »,.
En février 2007, sa fille Jacqueline intenta un procès de 275 millions de dollars contre la succession, réclamant plus d'argent que son fonds en fiducie de 5 millions de dollars,.

## Distinctions
- 3 fois champion du Super Bowl (XVII, XXII, XXVI ; en tant que propriétaire des Redskins de Washington)
- Anneau de la renommée des Commanders de Washington
- Champion de la NBA en 1972 (en tant que propriétaire des Lakers de Los Angeles)

## Ressources
- Jack Kent Cooke: A Career Biography, par Adrian Kinnane, Fondation Jack Kent Cooke, 2004